# Sucralfato
El sucralfato es un medicamento de administración oral indicado en el tratamiento de las úlceras gástricas y duodenales, el alivio del reflujo duodeno gástrico, lesiones gastrointestinales por radiación y las úlceras por estrés. Sin embargo, no se emplea para las úlceras gástricas producidas por Antiinflamatorios no Esteroideos (AINE). Es un complejo sacarosa-sulfato-aluminio que se une directamente a la matriz extracelular de la lesión ulcerosa y forma una gelatina protectora. No se absorbe prácticamente por vía oral, por lo que carece de efectos sistémicos. El efecto adverso más frecuente es el estreñimiento, aunque con un porcentaje de un 3-4% de los pacientes tratados. 
Se compone químicamente de C12H14O11(SO3Al(OH)2)8·(Al(OH)3)x·(H2O)y, donde x es 8 a 10 y y es 22 a 31.

## Historia
El sucralfato se introdujo en Japón como un agente protector selectivo de úlceras en 1968 y actualmente se acepta en todo el mundo como un protector de sitio no sistémico. Este agente tiene un historial de desarrollo inusual entre los fármacos para la enfermedad de úlcera péptica (PUD). El desarrollo del sucralfato es un fiel reflejo de la colaboración internacional. Fue aprobado por la FDA 1982 en forma de tableta, y en 1994 para la forma de suspensión.

## Descripción
Es un gel antiulceroso blanco amarillento, muy espeso, viscoso e hidrosoluble. Dentro de su estructura química contiene numerosos residuos de hidróxido de aluminio. Se debe tomar con el estómago vacío 1 hora antes de las comidas y al acostarse (4 veces al día). Por un periodo de 4 a 8 semanas. Sin embargo, el tratamiento puede interrumpirse antes de tiempo si se demuestra la curación en pruebas endoscópicas. Además, se pueden administrar antiácidos, pero el uso debe separarse por al menos 30 minutos. 
El mecanismo de acción es evitar el contacto de los ácidos gástricos con la solución de continuidad o lesión (úlcera). Por lo tanto, no es considerado un antiácido porque no logra reducir la acidez general del jugo gástrico. Fue una alternativa efectiva para el tratamiento de la hiperfosfatemia asociada con insuficiencia renal crónica. Sin embargo, el uso sin receta para controlar la hiperfosfatemia se ha implicado como una causa primaria de intoxicaciones por aluminio en pacientes con función renal disminuida.

## Farmacocinética

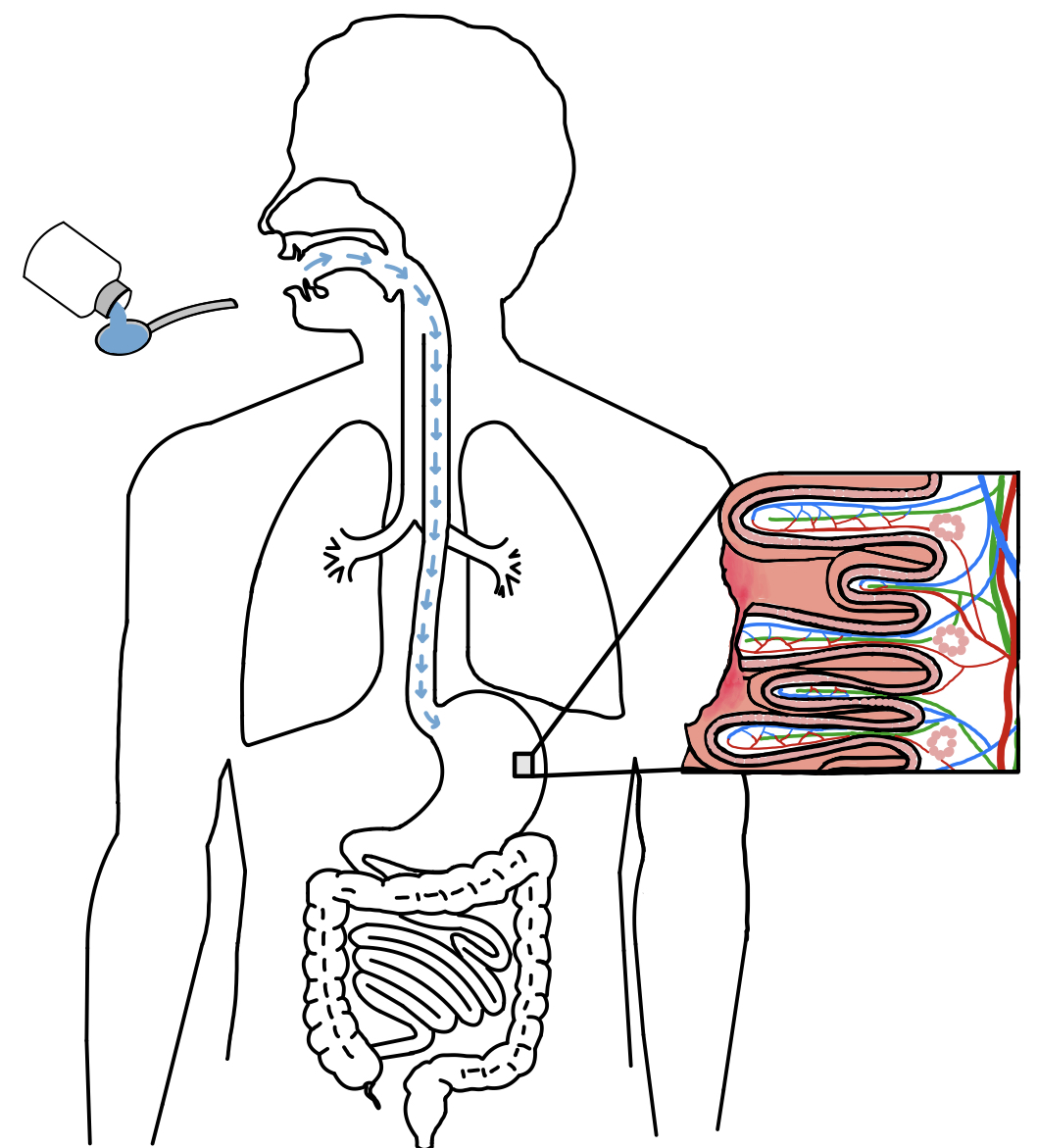
Vía de administración del Sucralfato

### Vías de administración
La presentación es en suspensión o líquido para tomar por vía oral para prevención de úlceras o lesiones por radiación. La dosis habitual en adultos para úlceras gastroduodenales es 1 g vía oral 4 veces al día por un período de 4 a 8 semanas. La dosis habitual en adultos para la profilaxis de úlceras gastroduodenales es un comprimido oral de 1 g por vía oral 2 veces al día por un período hasta de 1 año.

### Absorción
La absorción es escasa, entre 3 a 5% como base de aluminio y sacarosa octasulfato. Sus efectos farmacológicos son luminales en el tracto gastrointestinal.

### Distribución
La distribución del sucralfato se podría explicar por vía renal, por ello, la administración en pacientes con insuficiencia renal crónica no dializados merece una cuidadosa consideración por parte del médico tratante, ya que la excreción del aluminio absorbido puede disminuir, causando una posible toxicidad por aluminio. En pacientes dializados diagnosticados con insuficiencia renal crónica, se ha observado y notificado toxicidad por aluminio relacionada con el sucralfato. La cantidad diaria de aluminio ingerido (incluido el sucralfato) debe examinarse cuidadosamente antes de administrar sucralfato en combinación con otros medicamentos que también contengan aluminio, incluidos varios antiácidos.

### Metabolismo
No se metaboliza.

### Excreción
El 95% a 97% es excretado a través de las heces dentro de 48 horas, debido a que no se absorbe. De la fracción que se absorbe, la vida media es de 5-6 horas y se elimina por la orina sin cambios.

## Farmacodinámica

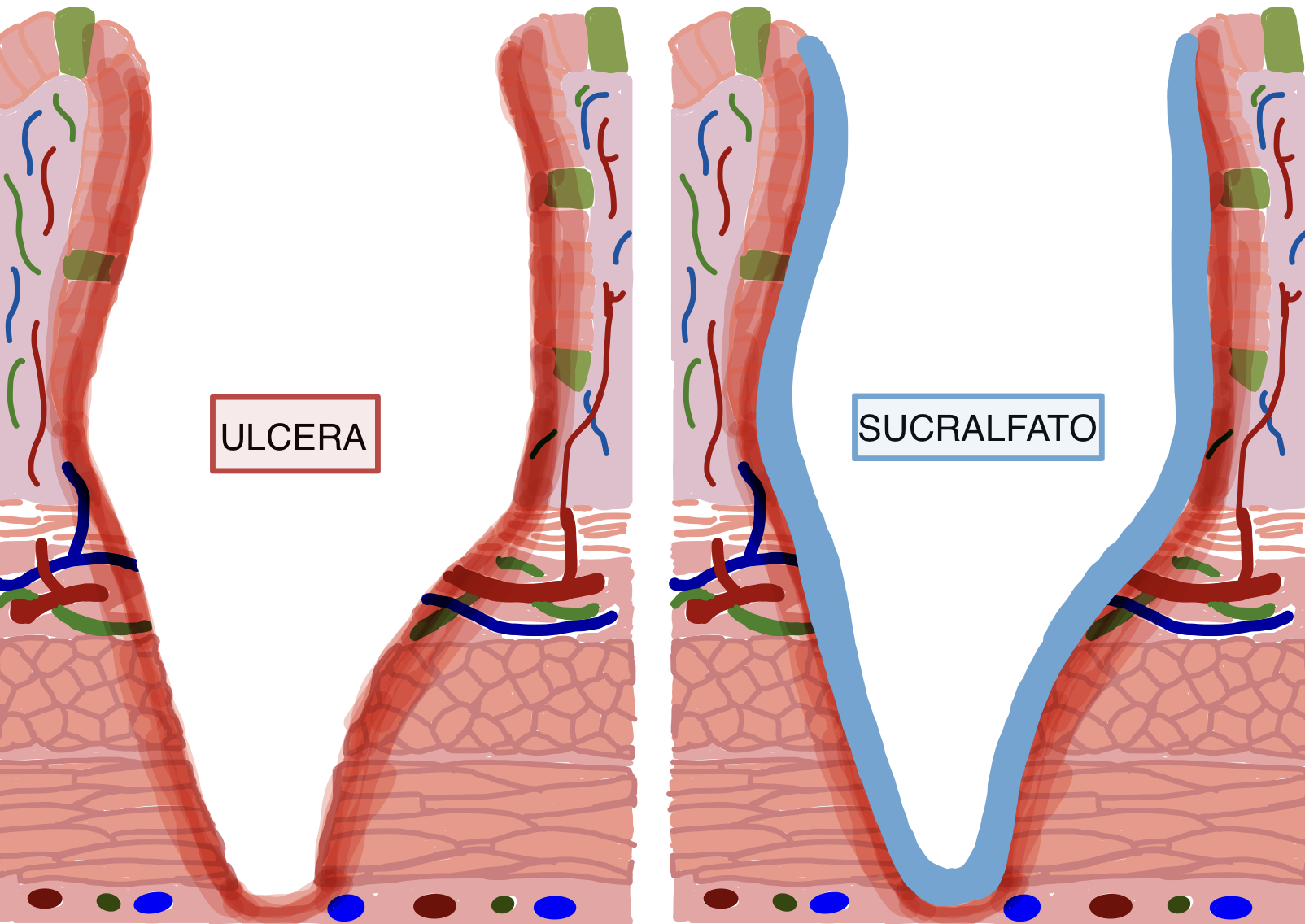
Mecanismo de acción del Sucralfato

### Mecanismo de Acción
Cuando el sucralfato entra en contacto con los ácidos gástricos del estómago, se hidroliza y forma un gel viscoso que se adhiere en la superficie de la úlcera. Esta capa protectora actúa como una barrera física, actuando como un tapón ácido durante 6-8 horas después de una sola dosis que protege la úlcera de los efectos corrosivos del ácido gástrico, bilis y las enzimas digestivas.

### Efectos farmacológicos
Tratamiento de la úlcera gastroduodenal a corto plazo formando una capa protectora a la mucosa gastroduodenal; se adhiere al tejido de la úlcera dañada y la protege contra el ácido y las enzimas para que ocurra la cicatrización. Además, fue una alternativa efectiva, para el tratamiento de la hiperfosfatemia asociada con insuficiencia renal crónica.

### Interacciones
La ingesta de alimentos disminuye el efecto del sucralfato, por lo cual se debe tomar 1 hora antes.
La eficacia de otros fármacos se ve afectada ya que el aluminio del sucralfato tiene un efecto secuestrante. La administración concomitante de sucralfato puede reducir la biodisponibilidad de ciertos medicamentos.
| Fármacos que interaccionan con Sucralfato | |
| Fármaco                                   | Resultados de la interacción                                                                               |
| Teofilina                                 | Farmacocinética: Reduce absorción Genera una reducción de la concentración sérica y disminuye su eficacia. |
| Tetraciclina                              | Farmacocinética: Reduce absorción Genera una reducción de la concentración sérica y disminuye su eficacia. |
| Digoxina                                  | Farmacocinética: Reduce absorción Genera una reducción de la concentración sérica y disminuye su eficacia. |
| Levotiroxina                              | Farmacocinética: Reduce absorción Genera una reducción de la concentración sérica y disminuye su eficacia. |
| Fenitoína                                 | Farmacocinética: Reduce absorción Genera una reducción de la concentración sérica y disminuye su eficacia. |
| Ranitidina                                | Farmacocinética: Reduce absorción Genera una reducción de la concentración sérica y disminuye su eficacia. |
| Colistina                                 | Farmacocinética: Disminuye la tasa de excreción de colistina                                               |
| Amfotericina B                            | Farmacocinética: Disminuye la tasa de excreción del sucralfato                                             |
| Amitriptilina                             | Farmacocinética: Disminuye la tasa de excreción del sucralfato                                             |
| Warfarina                                 | Farmacocinética: Reduce absorción de la warfarina                                                          |

## Uso clínico
Es un coadyuvante en el tratamiento de enfermedad ácido - péptica, debido a que actúa a nivel de úlceras gástricas y úlcera duodenal.

### Efectos Adversos
- Se puede presentar estreñimiento.

- En los pacientes con insuficiencia renal no se recomienda usarlo debido a que se genera una sobrecarga de aluminio.[5]

- Informes adicionales sugieren que la ingesta oral de aluminio puede tener efectos adversos sobre el metabolismo mineral de pacientes con función renal normal.[11]

### Contraindicaciones
- El sucralfato se clasifica dentro de la categoría B de riesgo en el embarazo.[12]

### Presentaciones
Antepsin®, naciax® e italmex®. 
Número E: 520 - 529.
Forma: suspensión, tabletas, sobres. 

## Uso veterinario
El sucralfato también es utilizado en la veterinaria, conocido como Sucralvet®, para el tratamiento de úlceras orales, esofágicas, gástricas e intestinales (duodeno). Viene en presentación de gel oral y posee el principio activo del sucralfato. Cuando entra en contacto con el ácido gástrico y el pH se forman los metabolitos: hidróxido de aluminio que disminuye el efecto de los ácidos gástricos sobre la lesión y la sacarosa octasulfato que se polimeriza en un gel viscoso que cubre la úlcera y permite que esta sane más rápido. 
Se usa principalmente en perros y caballos. Es recomendable que su administración sea en ayunas y si se debe dar otros medicamentos, que haya un tiempo de 2 horas antes o después, para que así el Sucralvet® no interfiera con la absorción de los otros medicamentos. Su dosis varía dependiendo del peso corporal del paciente, su etapa fisiológica, de la sección del tracto digestivo afectada y la gravedad. Para perros 20 mg/ kg de peso corporal que equivale a 1 ml de producto por cada 12 Kg y 40 mg/kg de peso corporal que equivale a 1 ml de producto por cada 6 Kg. Para el caso de los caballos 10 mg/kg de peso corporal que equivale a 1 ml de producto por cada 24 Kg y 20 mg/kg de peso corporal que equivale a 1 ml de producto por cada 12 kg.
El Sucralvet® se puede utilizar en cachorros mayores de 8 semanas, hembras gestantes y lactantes, pero con alta supervisión veterinaria. Y aunque la acción de este fármaco es local, se han encontrado algunos efectos secundarios como: sequedad bucal, náuseas, mareo, molestias de abdomen y en gatos estreñimiento, porque estos últimos no tienen buena respuesta a este medicamento. 

## Otros usos

### Usos no incluidos en el registro sanitario (Off Label)
Otros usos terapéuticos en pacientes pediátricos:
- Tratamiento de la gastritis crónica.
- Tratamiento de la enfermedad por reflujo duodeno-gástrico.
- Tratamiento de la hemorragia digestiva alta leve.
- Esofagitis.
- Tratamiento tópico bucal en aftas orales, estomatitis (enfermedad de Behçet, citostáticos).
- Tratamiento tópico genital en aftas genitales (enfermedad de Behçet).
- Tratamiento tópico rectal en proctitis.
- Enemas: la proctopatía rádica (PR) es la forma crónica de las lesiones del recto por radiación, se presenta tenesmo y urgencia defecatorias, (sangrado). El tratamiento es sintomático.[15]

Enjuague bucal para la prevención y el tratamiento de la mucositis oral.

## Estudio científico
En un estudio de farmacovigilancia se analizaron los efectos del uso combinado de sucralfato y omeprazol a varios pacientes. El omeprazol es un inhibidor de la bomba de protones, bloqueando la liberación del ácido clorhídrico y elevando el pH hasta por 24 horas. El uso concomitante de sucralfato con medicamentos que eleven el pH en los pacientes, reduce la disociación y activación del sucralfato y disminuye su eficacia como protector de la mucosa gastrointestinal para evitar la retrodifusión de los hidrogeniones.